# 薩克森的希比爾
薩克森的希比爾（德語：Sibylle von Sachsen，1515年5月2日—1592年7月18日），薩克森-勞恩堡公爵夫人，薩克森公爵亨利四世的女兒。

## 家庭
1540年，希比爾和薩克森-勞恩堡的法蘭茲一世結婚，兩人共有五個兒子：
1. 馬格努斯（1543年—1603年）
2. 法蘭茲（1547年—1619年）
3. 海因里希（英语：Henry of Saxe-Lauenburg）（1550年—1585年）
4. 莫里茲（英语：Maurice, Duke of Saxe-Lauenburg）（1551年—1612年）
5. 腓特烈（英语：Frederick, Duke of Saxe-Lauenburg）（1554年—1586年）